# Centre d'Art Contemporani La Sala
El Centre d'Art Contemporani La Sala és un centre d'art ubicat al Nucli Antic de Vilanova i la Geltrú, prop de l'Hospital de Sant Antoni Abat. La seva missió és difondre, estimular i promoure l'art contemporani, servint com a plataforma per a la formació i l'educació artística. Disposa de diverses sales per a exposicions i activitats relacionades amb l'art contemporani.
El Centre d'Art Contemporani La Sala compta amb diversos espais destinats a diferents propòsits artístics. La Sala de les Voltes, de planta pràcticament quadrada, exhibeix treballs d'artistes reconeguts, locals i internacionals. La Sala de les Columnes ofereix un espai als artistes emergents de la zona. Finalement, la Sala Oberta facilita la interacció entre creadors i públic, presentant exposicions divulgatives que no sempre se centren exclusivament en l'art contemporani.
L'edifici té una rica història que es remunta a 1804, quan Pere Gumà va construir el primer teatre de Vilanova, conegut inicialment com La Sala. Aquest espai es va utilitzar com a teatre i sala de ball, amb un disseny interior notable que inclou columnes de pedra i voltes singulars. Al llarg dels anys, l'edifici ha sofert diverses remodelacions, incloent la instal·lació d'enllumenat de gas al segle XIX i la col·locació de paviment de rajoles hidràuliques al segle xx.
Durant el segle XIX i principis del segle xx, La Sala va ser un punt central per a les activitats culturals i festives de Vilanova, especialment durant el Carnaval. Els balls de màscares i altres esdeveniments hi van atraure grans multituds, consolidant-se com un espai popular per a totes les classes socials.
A partir dels anys setanta, l'edifici va acollir activitats de caràcter polític i social, però el seu estat ruïnós va portar al seu tancament als anys vuitanta. El 2003, amb el suport de l'Ajuntament de Vilanova i la Geltrú i la Diputació de Barcelona, es va iniciar la seva recuperació. El juny de 2007, es va inaugurar el Centre d'Art Contemporani La Sala, rehabilitat per l'arquitecte Víctor Argentí i Salvadó. Aquest espai modernitzat ofereix serveis educatius, incloent programes didàctics i visites comentades, i disposa d'una botiga on es poden adquirir catàlegs d'exposicions temporals.